# Randolph Bresnik
Randolph James Bresnik (Fort Knox, 11 settembre 1967) è un astronauta statunitense e tenente colonnello del Corpo dei Marines degli Stati Uniti.

## Biografia
Bresnik è nato l'11 settembre 1967 a Fort Knox, in Kentucky. È sposato con Rebecca Burgin con cui ha avuto un figlio e una figlia, nata il 21 novembre 2009 mentre lui era in orbita. Gli piace viaggiare, ascoltare musica, la fotografia, gli sport, le immersioni, il motociclismo e volare con i warbird.

## Carriera militare
Nel maggio del 1989 ha frequentato la scuola Naval Reserve Officers Training Corps diplomandosi come sottotenente nel Corpo dei Marines e laureandosi in matematica a The Citadel, nel Charleston, Carolina del Sud.
Ha svolto l'addestramento di base del volo a Pensacola, Florida, mentre l'addestramento Intermedio e quello avanzato a Beeville, nel Texas, dove nel 1992 è diventato un aviatore navale. A gennaio del 1999 ha iniziato la scuola di pilota collaudatore navale a Maryland, diplomandosi nel dicembre dello stesso anno. Fino al 2001 è stato pilota collaudatore dell'F/A-18, volando anche negli aerei F/A-18 A-D e F/A-18 E/F. A gennaio del 2001 è diventato istruttore di volo dei velivoli ad ala fissa e dei sistemi di bordo degli aerei F/A-18, T-38 e T-2. Nel 2002 ha conseguito una laurea specialistica in Sistemi d'aviazione all'Università del Tennessee, mentre nel 2003 è tornato a svolgere missioni di combattimento sul F/A-18 come supporto all'Operazione Southern Watch e nella Guerra in Iraq. Nel 2008 si è diplomato nella scuola Air War, in Alabama. 
Durante la sua carriera militare Bresnik ha accumulato più di 5 800 ore di volo in 81 tipi diversi di velivoli. Possiede la licenza di pilota di linea e ha l'autorizzazione di volare senza limiti su aerei con motori a pistoni.

## Carriera astronauta
A maggio 2004 è stato selezionato come pilota candidato astronauta del Gruppo 19 della NASA. Due anni dopo, nel febbraio del 2006, ha completato l'addestramento di base, rendendolo assegnabile a un volo spaziale. Il 16 novembre 2009 è partito da Cape Canaveral a bordo dello Space Shuttle Atlantis per la missione STS-129 con il ruolo di Specialista di Missione in direzione Stazione spaziale internazionale per portare in orbita due Express Logistics Carriers e circa 13 tonnellate di parti di ricambio. Il 21 e il 23 novembre 2009 ha svolto due attività extraveicolari rispettivamente con i colleghi Michael Foreman e Robert Satcher, accumulando 11 ore e 50 minuti fuori dalla Stazione. Il 27 novembre è tornato sulla Terra atterrando a Cape Canaveral con i compagni di equipaggio della STS-129 e con Nicole Stott, membro dell'Expedition 20/21.
Nel settembre del 2011 ha partecipato alla missione ESA CAVES 2011 trascorrendo quasi una settimana nel sottosuolo della Sardegna, all'interno della grotta Sa Grutta, insieme gli astronauti Sergej Ryžikov, Thomas Pesquet, Timothy Peake e Norishige Kanai. A settembre 2014 è stato comandante di NEEMO 19, una missione sottomarina di 13 giorni nel laboratorio Aquarius sul fondale di Key Largo, in Florida, a 19 metri di profondità con i colleghi Andreas Mogensen, Jeremy Hansen e Hervé Stevenin per testare tecnologie e tecniche d'addestramento da usare nella Stazione Spaziale e nelle future missioni nello spazio profondo.

### Expedition 54/55
Il 5 ottobre 2015 il GCTC ha annunciato che Bresnik avrebbe iniziato l'addestramento al Centro di addestramento cosmonauti Jurij Gagarin a Star City come ingegnere di volo 2 della Sojuz MS-07, dato il suo assegnamento come ingegnere di volo dell'Expedition 54 e comandante dell'Expedition 55. Durante la conferenza stampa Valerij Korzun, vice direttore del Centro d'Addestramento ed ex cosmonauta, ha fatto notare come Bresnik sia il primo ad aver iniziato l'addestramento Sojuz direttamente dal modello MS e non come aggiornamento della TMA-M. Il lancio della Sojuz MS-07 è previsto per dicembre 2018, insieme ai compagni di equipaggio Sergej Rjazanskij e Norishige Kanai.